# Haisla
Haisla /vlastiti naziv u značenju "dwellers downriver"/, grupa plemena Bella Bella Indijanaca, šire grupe Kwakiutl, porodica Wakashan nastanjenih na Douglas Chanelu i Gardiner Canalu na otoku Vancouver u kanadskoj provinciji Britanska Kolumbija. Danas se očuvala tek grupa Kitamaat ili  'People of the Snow' , čija populacija u novije doba iznosi oko 1,500. Po jeziku najsrodniji su Heiltsukima.

## Plemena
- Kitamat (Kitamaat), Douglas Channel.
- Kitlope, Gardiner Canal.

## Vanjske poveznice
- Kitamaat: People of the Snow[neaktivna poveznica]
- Kitamaat